# Lonkero

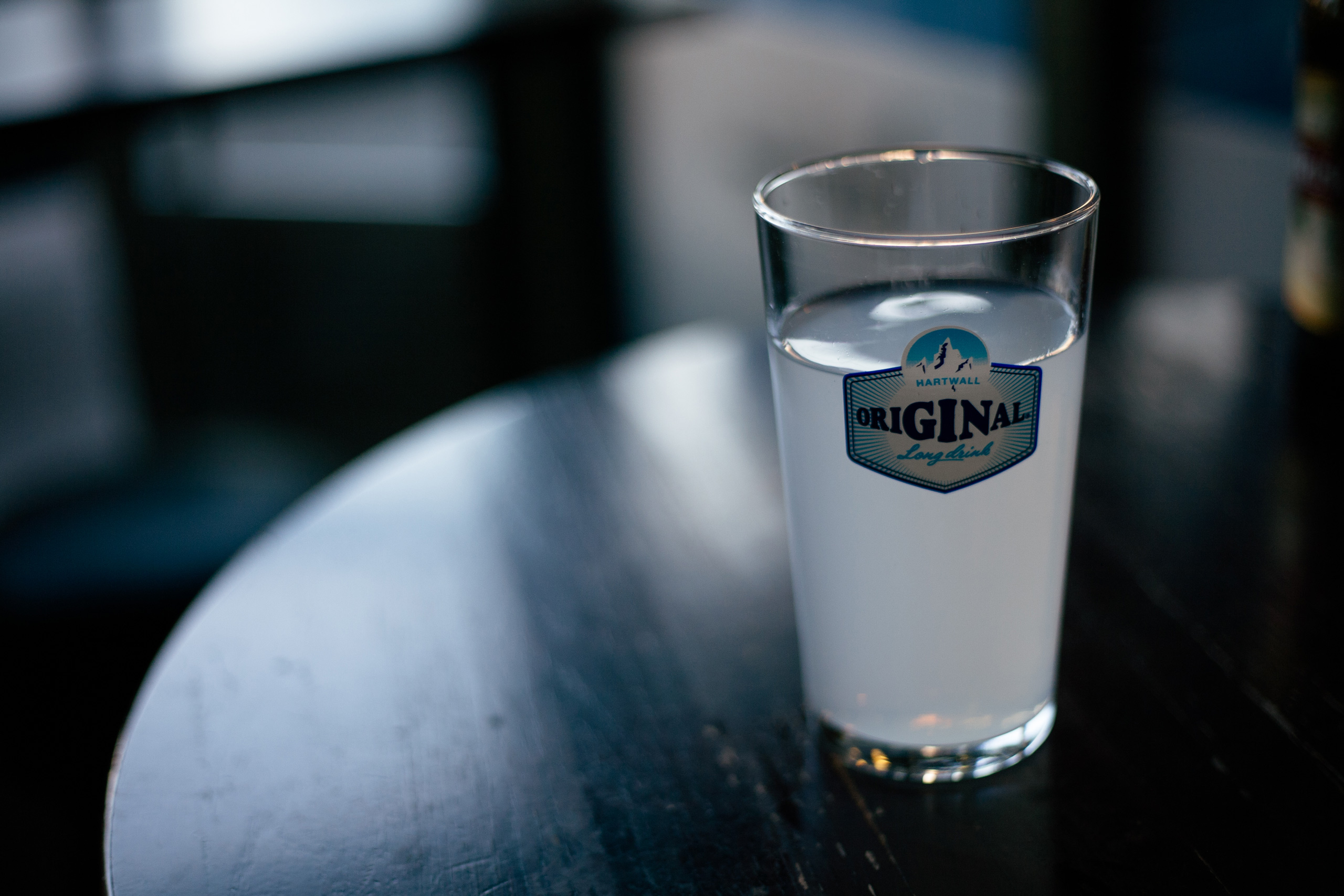
Lonkero

Lonkero ist in der finnischen Umgangssprache die Bezeichnung für einen Longdrink aus Gin und Grapefruitlimonade. Der Alkoholgehalt beträgt zwischen 4,7 % und 7,5 %. Anlässlich der Olympischen Sommerspiele 1952 in Helsinki und eigentlich nur für die Zeit der Spiele gedacht, entwickelte die Firma Hartwall das Getränk unter dem Namen „Hartwall Original Gin Long Drink“. Es sollte den Gaststätten und Restaurants die Möglichkeit geben, einen erfrischenden Longdrink an die große Anzahl der Touristen auszuschenken. Wegen großer Popularität wird Lonkero bis zum heutigen Tage hergestellt.
Hartwall bietet Lonkero derzeit als fertig gemischtes Getränk in Dosen an. Neben der Originalmischung werden noch eine „Strong“- und eine „Light“-Variante mit erhöhtem Alkohol- bzw. verringertem Zuckergehalt angeboten. Darüber hinaus gibt es Varianten mit Cranberry- und Lemon-Geschmack sowie das auf Apfelwein basierende, an Lonkero angelehnte Mischgetränk „Cool Grape“. Offiziell vertrieben wird Lonkero außer in Finnland in Schweden, Estland, Lettland, den Niederlanden, Großbritannien, Spanien, Ghana, Israel, Thailand, Hongkong, Japan und Südkorea.